# Anzor Azhiev
Anzor Magomedovich Azhiev (en rus: Анзо́р Магомедович Ажи́ев, Grozni, ASSR de Txetxènia-Ingúixia 20 de Setembre, 1990) és un lluitador d'MMA polonès amb d'origen txetxè. Va competir com pes mosca a la promotora polonesa KSW.